# Hermandad Franciscana de la Virgen de la Piedad (Palencia)
La Hermandad Franciscana de la Santísima Virgen de la Piedad, del Santo Cristo Señor de la Vida y de la Muerte y de San Francisco de Asís (conocida popularmente como "Hermandad de la Piedad") es una Cofradía penitencial que fue fundada el 9 de enero de 2003 en la ciudad de Palencia, con sede en la Iglesia Penitencial de San Agustín, y cuyas imágenes titulares procesionan en las procesiones de la Semana Santa palentina.

## Historia
La historia de la cofradía comienza a principios del año 2003, como escisión de la Orden Franciscana Seglar "Amigos de San Francisco", cofradía que desfilaba en Semana Santa y que veneraba una imagen de la Virgen de la Piedad de la escuela de Gregorio Fernández.
La nueva cofradía procesionó en su primera Semana Santa con la Cruz Desnuda, de más de 2 metros y medio de altura tallada por los hermanos Martínez. Al año siguiente, adquirieron la Virgen de la Piedad que desfiló por primera vez en el año 2004 incluyendo, detrás de la Virgen, la Cruz Desnuda. Se creó una procesión propia, la de la Piedad y Reconciliación en el Sábado de Dolor de 2005.
La cofradía encargó a los hermanos Martínez una carroza propia para desfilar su imagen titular. 
Aparte de la procesió de Piedad y Reconciliación, recuperó el Oficio de Tinieblas (ambos actos de marcado carácter penitencial). Además de la imagen de la Piedad, la cofradía también tiene unas pequeñas tallas de San Francisco de Asís y San Antonio de Padua, donadas por organizaciones religiosas. La cofradía ha procesionado también de manera irregular la talla del Cristo-Señor de la Vida y de la Muerte esculpida por los hermanos Martínez. Lo hizo por primera vez el Miércoles Santo del año 2007 en la procesión del Santo Vía crucis.

## Hábito
El hábito tiene la sencillez franciscana: es completamente marrón tanto capa como capillo y túnica, el capillo se cambia por una capucha que cubre ligeramente la cara en las procesiones de Piedad y Reconciliación (que es su desfile organizado), Quinta Angustia o Silencio y Penitencia. Llevan un cíngulo y guantes blancos. Tras desfilar con unas cruces de madera con una lucecilla en el centro y con las tradicionales varas metálicas, la cofradía optó por dar mayor vistosidad a sus atributos sin perder por ello la austeridad que le caracteriza, así, actualmente desfilan con unos sencillos faroles de mano con una vela en su interior.

## Pasos
- Santísima Virgen de la Piedad. Imagen de la Virgen con Jesús en brazos ya muerto, teniendo tras ella la Cruz Desnuda adornada con un amplio sudario. Fue esculpida entre los años 2003 y 2004 por los hermanos Martínez. La Virgen parece joven y va ataviada con un traje rojo con detalles dorados y un manto azul. El rostro es un reflejo de tristeza y ternura que se acentúa con la forma de sostener a su hijo: al contrario que en otras imágenes de esta advocación en la que María deja caer a Jesús sobre sus rodillas, en esta talla la Virgen acerca la cabeza de Jesús a la suya. Jesús tiene un cuerpo fuerte y una expresión de dolor apaciguado.

- Cristo-Señor de la Vida y de la Muerte: Talla de los hermanos Martínez, representa al igual que el Cristo del Perdón del Santo Sepulcro, el momento de la Muerte de Jesús. Es un cristo que aparece sin la lanzada y con la mirada alzada al cielo.
- Ntra Sra de los Ángeles: Talla del escultor Estévan Sánchez Rosado del 2017, Dolorosa de vestir que muestra el sufrimiento de María con rasgos dulcificados, gimiendo de dolor en las expresiones. Recordando la estética de Montes de Oca.
- S.Francisco de Asís: Obra de los talleres Vda de Reisach , de mediados del S.XX , representa al santo de Asís con las impresion de las llagas y meditando sobre la pasión del Señor.